# Laura Hillenbrand
Laura Hillenbrand, född 15 maj 1967 i Fairfax i Virginia, är en amerikansk författare av facklitteratur.

## Biografi
Hillenbrand studerade vid Kenyon College, men kunde inte slutföra studierna då hon drabbades av kroniskt trötthetssyndrom, något hon beskrivit 2003 i den prisbelönta essän A sudden illness (ungefär "En plötslig sjukdom").
År 2001 utkom hennes bok Seabiscuit : en amerikansk legend, som sedan filmatiseras i regi av Gary Ross. För detta verk tilldelades Hillenbrand William Hill Sports Book of the Year. Medan hon jobbade med Seabiscuit kom hon över material rörande Louis Zamperini och bestämde sig då att skriva biografi över honom. Under tiden som hon arbetade med boken Obruten : en sann berättelse från andra världskriget kämpade hon mot sin sjukdom (kroniskt trötthetssyndrom). Hillenbrands biografi över Zamperini fanns med i The New York Times Best Seller list i fyra år. Boken kom senare att filmatiseras 2014 i filmen Unbroken i regi av Angelina Jolie och med manus av Joel och Ethan Coen.

### Kortare texter
- "Stop that splint : with careful management and patient training you can protect your young horse from this common injury", Equus, no. 223, sidorna 35-42, OCLC Number 795932944
- "'Four Good Legs Between Us' - When the lives of a failed prizefighter, an aging horsebreaker, and a bicycle-repairman-turned-overnight-millionaire converged around a battered little horse named Seabiscuit, the result captivated the nation", American heritage, augusti 1998
- "FEATURES - The Derby - The founder, believing his race a failure, took his own life. But his contest survived him, enduring several brushes with extinction to become America's longest-running sports tradition. It turns 125 this spring", American heritage, maj 1999
- "PERSONAL HISTORY - A Sudden Illness - When she was nineteen, life went on hold", The New Yorker, 7 juli 2003